# ناحية إسكندرون
ناحية إسكندرون أو ناحية الإسكندرونة ناحية عثمانية كانت تابعة لمركز سنجق حلب الذي كان يقع ضمن ولاية حلب. في عام 1914. بلغ عدد سكان الناحية ؟؟؟ نسمة عام 1914.